# بحيرة ديغراي
بحيرة ديغراي (بالإنجليزية: DeGray Lake) بُحيرةٌ صناعيةٌ، تقع في مقاطعة كلارك بولاية أركنساس في الولايات المتحدة. أُنشئت في عام 1969 من خلال بناء سد ديغراي على نهر ديغراي، وصُممت لتوفير المياه، والتحكم في الفيضانات وتوليد الكهرباء.

## الأنشطة الترفيهية
تُعد بحيرة ديغراي وجهة مثالية للعديد من الأنشطة الترفيهية التي يمكن ممارستها على المياه، ومن أبرزها صيد الأسماك، وركوب القوارب والتزلج على الماء.